# Age of Silence
Age of Silence ist eine norwegische experimentelle Progressive-Metal-Band, die im Jahr 2004 gegründet wurde.

## Bandgeschichte
Nach drei Veröffentlichungen mit ihrer gemeinsamen Band Winds formierten Andy Winter, Lars Eikind und Hellhammer Age of Silence. Als Sänger stieß Lars „Lazare“ Nedland von Borknagar und Solefald hinzu, als Gitarristen Joacim „Extant“ Solheim und Helge „Kobbergaard“ Haugen von By Pale Light. In den Jahren 2004 und 2005 erschienen bei The End Records das Album Acceleration und die EP Complications: Trilogy of Intricacy. Ein weiteres Album wurde auf der Homepage zunächst für 2010 angekündigt, die Arbeiten daran fanden allerdings noch 2015 statt. Als neue Gitarristen sind BP M. Kirkevaag (Madder Mortem) und Kris Norris (ehemals Darkest Hour) beteiligt, als neuer Bassist Mike Young (Devin Townsend). Norris bekräftigte im April 2016, dass ein neues Album erscheinen soll.

## Diskografie
- 2004: Acceleration
- 2005: Complications: Trilogy of Intricacy (EP)